# Crise laitière de 2009
Pour la crise de 2015, voir Crise laitière de 2015.

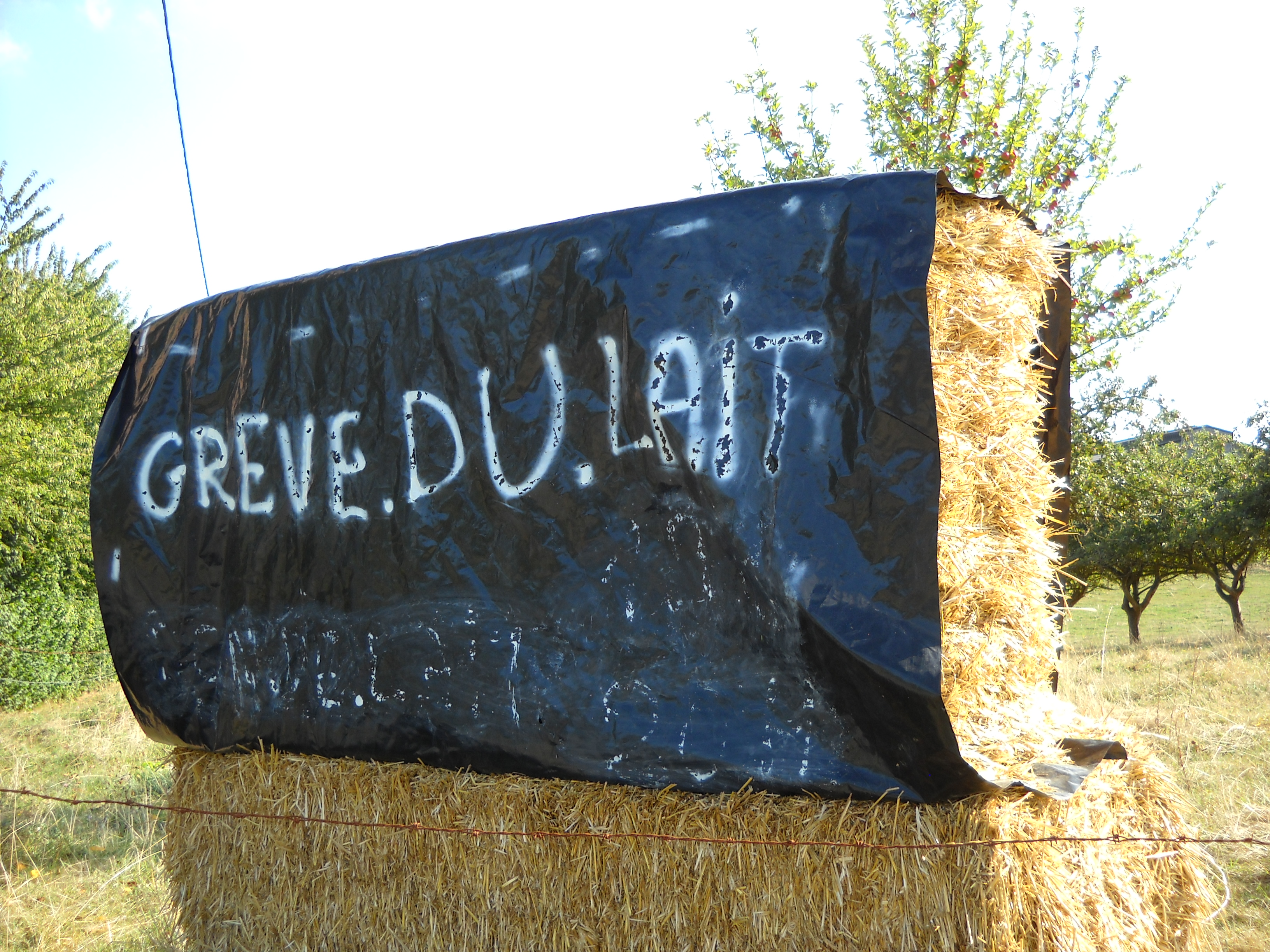
Une bâche portant l'inscription « Grève du lait », posée sur une botte de foin en septembre 2009 à Préaux-du-Perche, dans le département français de l'Orne.

La crise laitière de 2009 de l'Union européenne a pris naissance au mois de mai 2009, il s'agit d'une crise saisonnière (le lait étant toujours payé moins cher au printemps) doublée d'une crise de fond. Le lait a été acheté aux producteurs 30 % moins cher qu'un an auparavant, soit environ 100€/1000L. De plus, cette chute du prix a entraîné une baisse des revenus allant de 40 à 60% dans les exploitations laitières.

## Origines
La baisse du prix du lait est une conséquence logique de la réforme de la PAC de 2003 qui prévoyait une baisse du prix d'intervention de la poudre de lait de 15 % et du beurre de 25 % sur les cinq années suivantes. Ces baisses étant partiellement compensées par des paiements directs aux producteurs. À partir de 2007, les paiements supplémentaires ont été intégrés dans le DPU (Droit à Paiement Unique) d'où la notion de « DPU laitier ».

Une autre raison de cette crise sont les stocks européens de beurre et de poudre de lait, qui étaient nuls en 2007 et se retrouvent en 2009 à 80 000 tonnes de beurre et 180 000 tonnes de poudre. Ce fort accroissement de stocks s’explique par une production laitière mondiale qui a explosé en Australie et en Nouvelle Zélande, grands fournisseurs du marché international, qui ont relancé leur production laitière après la sécheresse de 2007.

## Conséquences
Dans cette crise s'en sortent le mieux les AOP et les produits biologiques qui n'ont pas subi une baisse des prix, ou du moins, très peu. Mais aussi les systèmes herbagers qui ont pu faire d'importantes économies de charges. Ce sont 90 000 éleveurs laitiers qui sont concernés par cette crise.
Dès le mois de mai les manifestations commencent avec le soutien des syndicats agricoles, en France, la FNSEA et plus particulièrement la Fédération nationale des producteurs de lait (FNPL), le seul syndicat habilité à négocier l'évolution du prix du lait.
En octobre 2009, la Commission européenne a annoncé la création d'un « fonds laitier » d'urgence doté de 280 millions d'euros .